# 제인의 말로
《제인의 말로》(영어: What Ever Happened to Baby Jane?)는 1962년 개봉한 미국의 심리스릴러, 공포 영화이다. 로버트 앨드리치가 감독을 맡았으며, 헨리 패럴의 동명 소설이 영화의 원작이다.

## 출연

### 주연
- 베티 데이비스
- 조안 크로포드

### 조연
- 빅터 부오노
- 안나 리
- 메이디 노먼
- 마조리 베넷
- 데이브 윌록
- 버트 프리드

## 기타
- 원작자: 헨리 패럴
- 미술: 윌리엄 글래스고
- 의상: 노마 코치